# McMinnville, Oregon
För McMinnville i Tennessee, se McMinnville, Tennessee.
McMinnville är en stad i Yamhill County, i den amerikanska delstaten Oregon. Staden är med sina 32 400 (2009) invånare Yamhill Countys största stad. McMinnville är administrativ huvudort i Yamhill County.

## Kända personer från McMinnville
- Jim Bunn, politiker
- Beverly Cleary, författare
- Joni Huntley, friidrottare

## References
1. ↑  United States Census Bureau, 2010 U.S. Gazetteer Files, United States Census Bureau, 2010, läst: 9 juli 2020.[källa från Wikidata]
2. ↑  United States Census Bureau (red.), USA:s folkräkning 2020, läs online, läst: 1 januari 2022.[källa från Wikidata]
3. ↑  hämtat från: engelskspråkiga Wikipedia.[källa från Wikidata]